# 加利納峰
46°29′41.6″N 8°23′31.7″E / 46.494889°N 8.392139°E

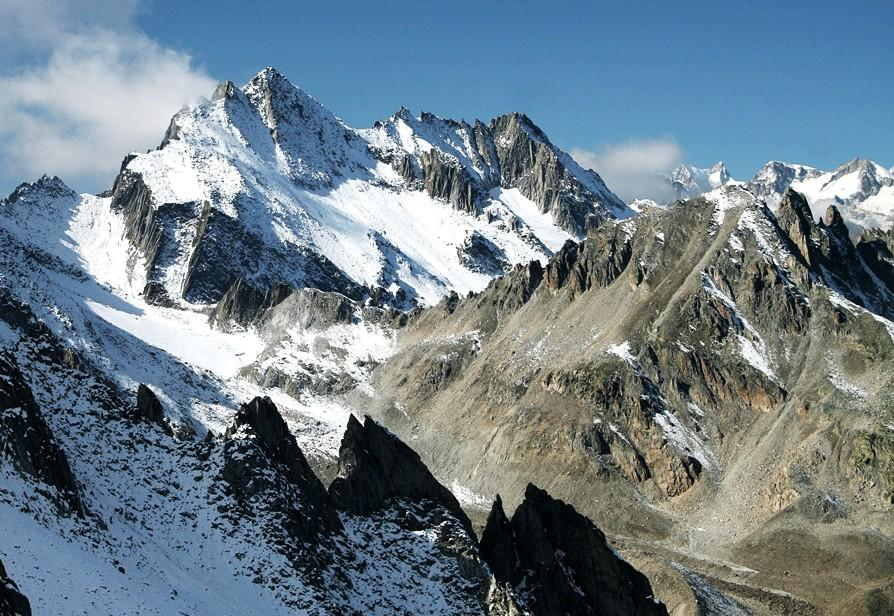

加利納峰（Pizzo Gallina），是瑞士的山峰，位於該國南部，處於瓦萊州和提契諾州接壤的邊界，屬於勒蓬廷山的一部分，海拔高度3,061米，每年平均降雨量2,221毫米。